# Stephanie Holmén
Stephanie Holmén född 27 januari 1991, är en svensk ryttare som tävlar för Österlens ridklubb. Hon blev svensk mästare i banhoppning 2018 i Helsingborg. Samma år vann hon även världscupen i hästhoppning i Zürich med hästen Sparven. 2013 började Stephanie arbeta som beridare på Grevlundagården åt Peder och Lisen Fredricson. 2023 lämnade Stephanie Grevlundagården för att satsa på sin egen verksamhet, som hon driver på Borelunds Gård utanför Lund.

## Topphästar
- Flip's Little Sparrow (Sto född 2006) Mörkbrun Svenskt varmblod, e:Cardento u:Butterfly Flip ue:Robin Z ägare: Astrid Ohlin, Stephanie tog över henne 2017 från Peder Fredricson.[7]